# Station Albigny - Neuville
Station Albigny - Neuville is een spoorwegstation in de Franse gemeente Albigny-sur-Saône.